# Pfarrkirche Bischofshofen

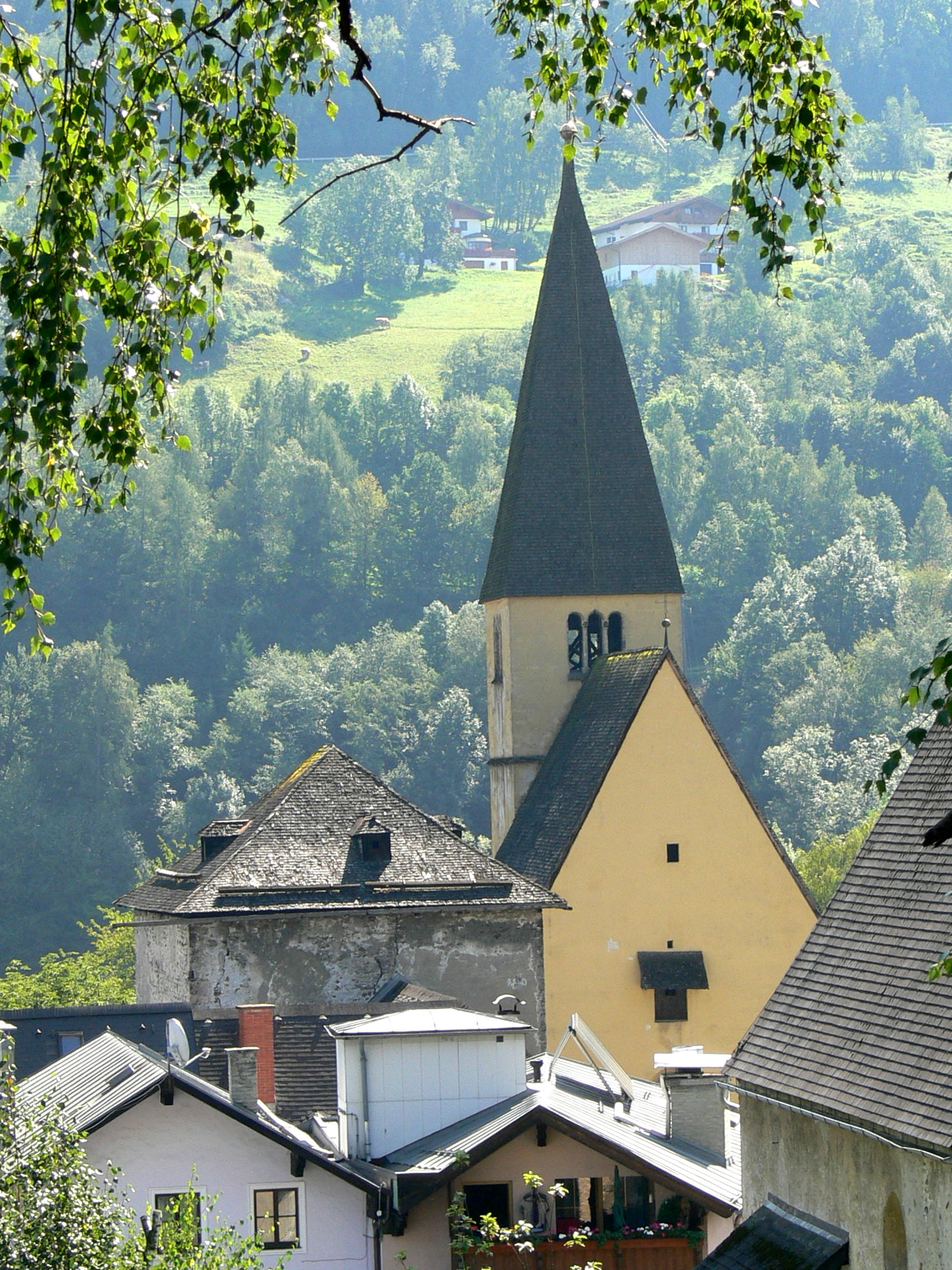
Pfarrkirche Bischofshofen

Die römisch-katholische Pfarrkirche Bischofshofen steht in der Stadtgemeinde Bischofshofen im Bezirk St. Johann im Pongau im Land Salzburg. Die Pfarrkirche hl. Maximilian gehört zum Dekanat St. Johann im Pongau in der Erzdiözese Salzburg. Die Kirche steht unter Denkmalschutz.

## Geschichte
Die Kirche steht auf der Stelle der Cella Maximiliana (Maximilianszelle), der Mutterniederlassung des Innergebirgs, die durch den Heiligen Rupert und den Baiernherzog Theodbert gegründet wurde; sie ist also so alt wie das Bistum Salzburg und das 711/12 zeitgleich errichtete Kloster Nonnberg. Im 11. Jahrhundert entwickelte sich daraus das Augustiner-Chorherrenstift Pongau (Pongo, Pongowe).
Nach dem Ergebnis von Ausgrabungen im Jahr 1953 ist der Vorgängerbau befundet. Diese Kirche war die Klosterkirche der Augustiner. Der Querbau war etwa so groß, wie der heutige, es gab in rechteckigen Nischen fünf Altarstellen. Eine genaue Datierung für die Vorgängerkirche konnte nicht erfolgen, es kommen das 8. und 11. Jahrhundert in Frage. Von ihr stammt auch das Rupertuskreuz aus Bischofshofen, das älteste bekannte christliche Kunstobjekt Österreichs, das heute im Diözesanmuseum Salzburg zu finden ist.
1215 wurde die Niederlassung den Bischöfen von Chiemsee, dem neuen Suffraganbistum Salzburgs, zu Eigen gegeben, die das Kloster aufließen, die Einrichtung für ihren Stammsitz verwendeten, und den ab dann Bischofshof genannten Klosterbau in ein Wirtschaftsgut, den Kastenhof, umwandelten. Die Kirche wurde – anstelle der Liebfrauenkirche – neue Pfarrkirche der rechtssouveränen chiemseeischen Hofmark, während jene bei der Pfarrkirche Pfarrwerfen verblieb. In dieser Zeit dürfte die heutige Anlage datieren. Sie stellt eine für den Alpenraum seltene Konzeption mit einem Querschiff und Vierungsturm dar, der an rheinische Vorbilder dieser Zeit erinnert. Die Queranlage wurde vermutlich im 13. Jahrhundert, der Chor, von dem Reste im heutigen Mauerwerk erhalten sind, wohl im 14. Jahrhundert angefügt. Von einer Chorweihe wurde 1327 berichtet. Auch im Vierungsturm sind Reste des spätromanischen Gebäudes erhalten. Die fest angebauten Ost- und Südtrakte des Kastenhofs (heutiges Rathaus, Kastenturm) und die rechteckige Anlage dessen Innenhofs erinnern noch an die klösterliche Herkunft der Kirche.
Ihr heutiges Aussehen bekam die Kirche im 15. Jahrhundert (um 1450). Der Chor wurde neu eingewölbt. Das Gewölbe in der Vierung wird durch die mächtigen Pfeiler betont, das Parallelrippengewölbe des Chores wirkt etwas drückend. Die ehemalige Westempore war ursprünglich eingewölbt, sie wurde später abgebrochen. Das Querhaus ist durch die Vierungspfeiler in drei Bereiche gegliedert. Im mittleren Teil reihen sich acht Rippen um einen Sprengring. Der Vierungsturm wurde darüber errichtet, er soll eine Gedächtnisstätte für den hl. Maximilian bilden. Die Sterngewölbe der Seitenräume sind spiegelbildlich angeordnet.
Als der alte Kastenhof 1775 der verheerenden Überschwemmung des Gainfeldbachs zum Opfer fiel, blieben nur die Kirche und der Kastenturm stehen.
Eine umfassende Renovierung wurde innen 1982/83 und außen 1985/86 vorgenommen, weitere 1999 und 2010–2011.
Die Pfarre als solche wurde wohl schon im  Jahrhundert eingerichtet, wenn auch nach der Übergabe an die Chiemseer das benachbarte Pfarrwerfen die Mutterpfarre des Pongau wurde. Der Pfarrhof ist dann 1398 urkundlich erwähnt. Erst mit Auflösung des weltlichen Fürsterzbistums 1803 und in Folge Aufhebung der Grundherrschaften kam die Pfarrei wieder zur Salzburger Diözese.
Heute umfasst das Pfarrgebiet die gesamte politische Gemeinde außer Pöham, das zu Werfen gehört, und etwa 6000 Seelen. Zur Pfarre gehören die Filialkirchen Unsere Liebe Frau und Hl. Georg (Friedhofskirchlein) in Bischofshofen, Hl. Rupert in Kreuzberg (Kreuzbergkirche, Steyler Missionare SVD) und Hl. Primus und Felizian in Buchberg (Buchbergkirche), und die Kapellen im Seniorenheim Bischofshofen, im Missionshausfriedhof der Steyler, die Götschenkapelle und die Hörndlkapelle. Außerdem besteht eine Seelsorgestelle als Pfarrfiliale Mitterberghütten. Wichtige Ordensniederlassung ist das Steyler Missionshaus Kreuzberg SVD – diese betrauen die Filiale Pöham (ca. 200 Seelen), das insofern doch zu Bischofshofen gehört. Außerdem führt die Pfarrei einen Pfarrkindergarten.
Seit der Neustrukturierung bildet es mit Mühlbach am Hochkönig einen Pfarrverband. Gemeinsamer Pfarrer war (2014) P. Jaroslaw Blazynski.

## Ausstattung

### Fresken
An der nördlichen Wand sind Reste eines spätgotischen Freskenzyklus aus der Zeit um 1490 erhalten. Der Zyklus zeigt die Grablegung Christi, Christus in der Vorhölle, die Auferstehung und den Kalvarienberg. Die Bilder sind im Laufe der Jahrhunderte stark verblasst. Ein weiteres Fresko, weiter östlich, ebenfalls aus der Zeit um 1490, zeigt den Tod des Josef. Darunter ist eine Bildreihe mit der Leidensgeschichte Christi zu sehen, sie reicht bis zur Auferstehung. Diese Arbeit entstand wohl nach 1600, sie imitiert ein Fastenbuch. Die Fresken an der Südwand wurden 1651 bis 1654 gemalt, sie zeigen die Flucht nach Ägypten, den Kindermord in Bethlehem und den hl. Michael.

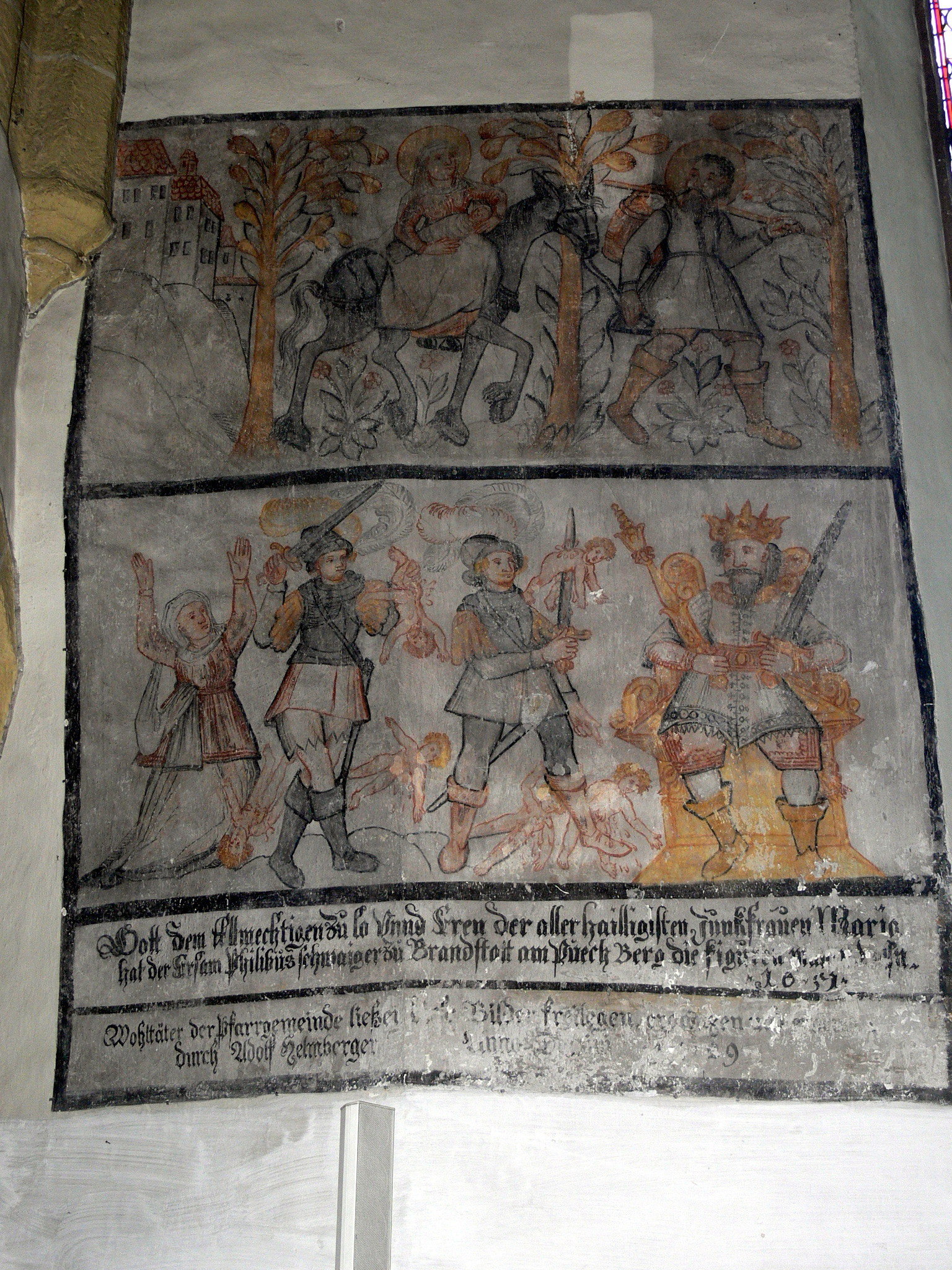
Freskenmalerei
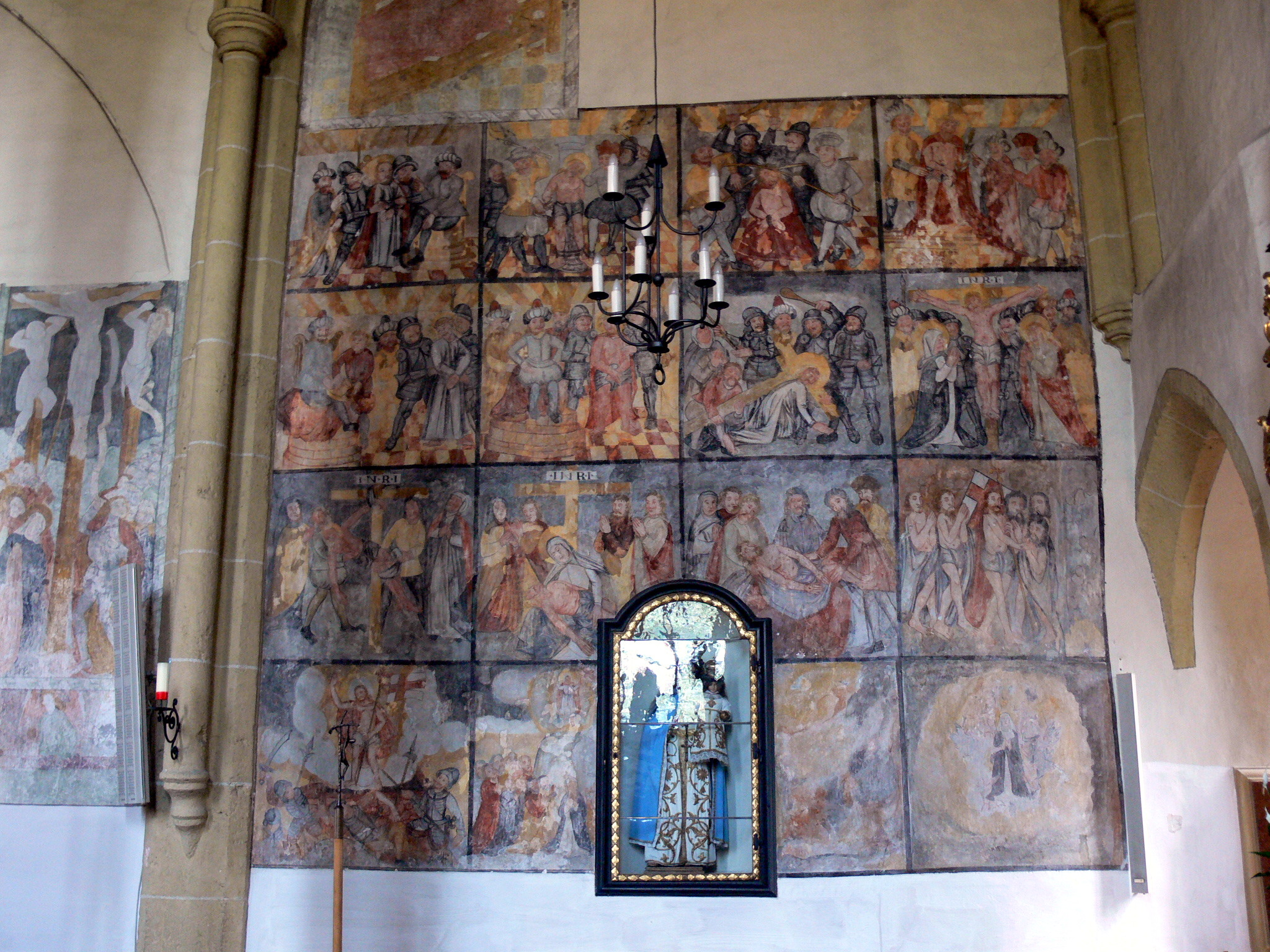
Barocker Passionszyklus
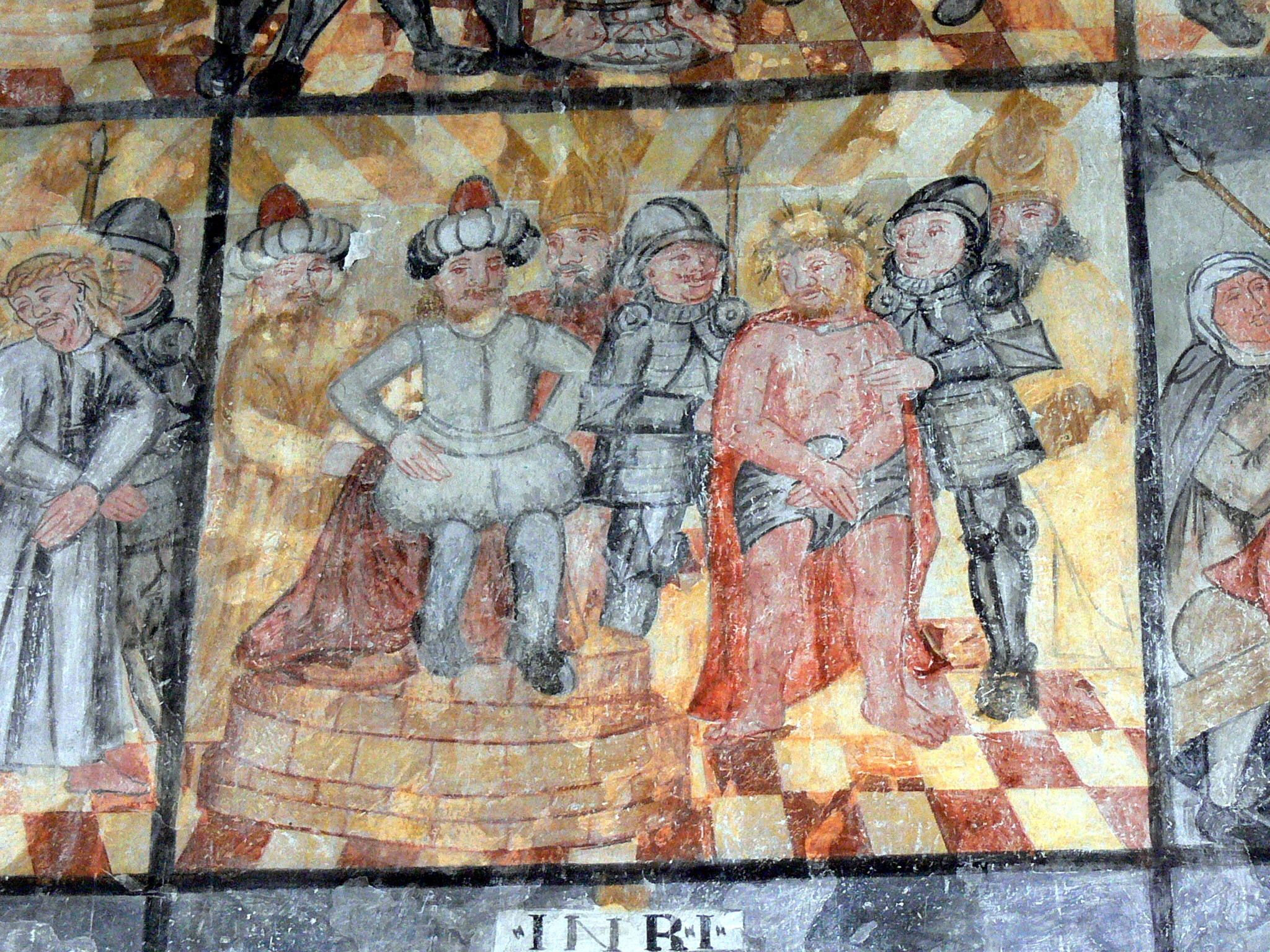
Barocker Passionszyklus
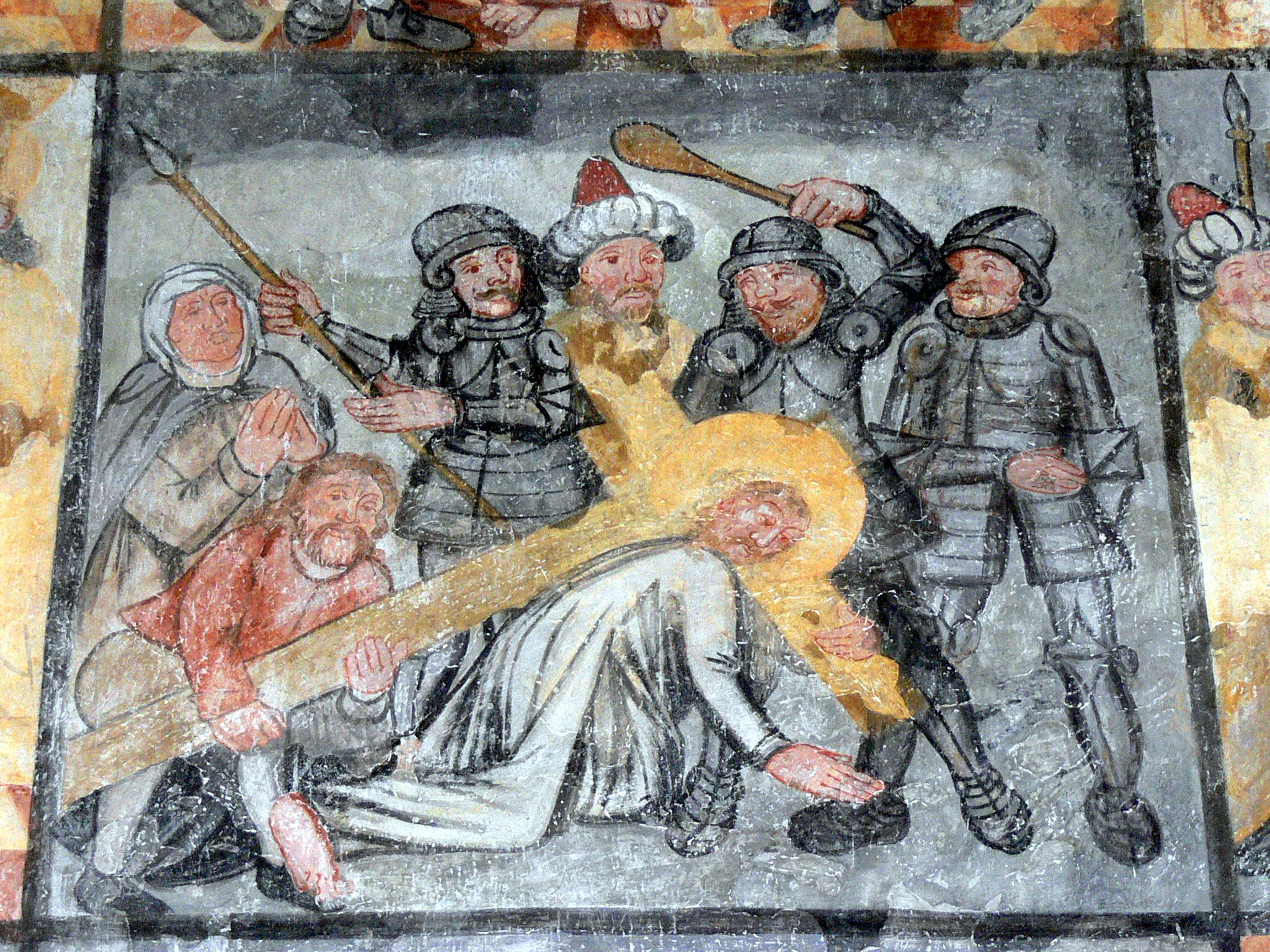
Barocker Passionszyklus

### Altäre

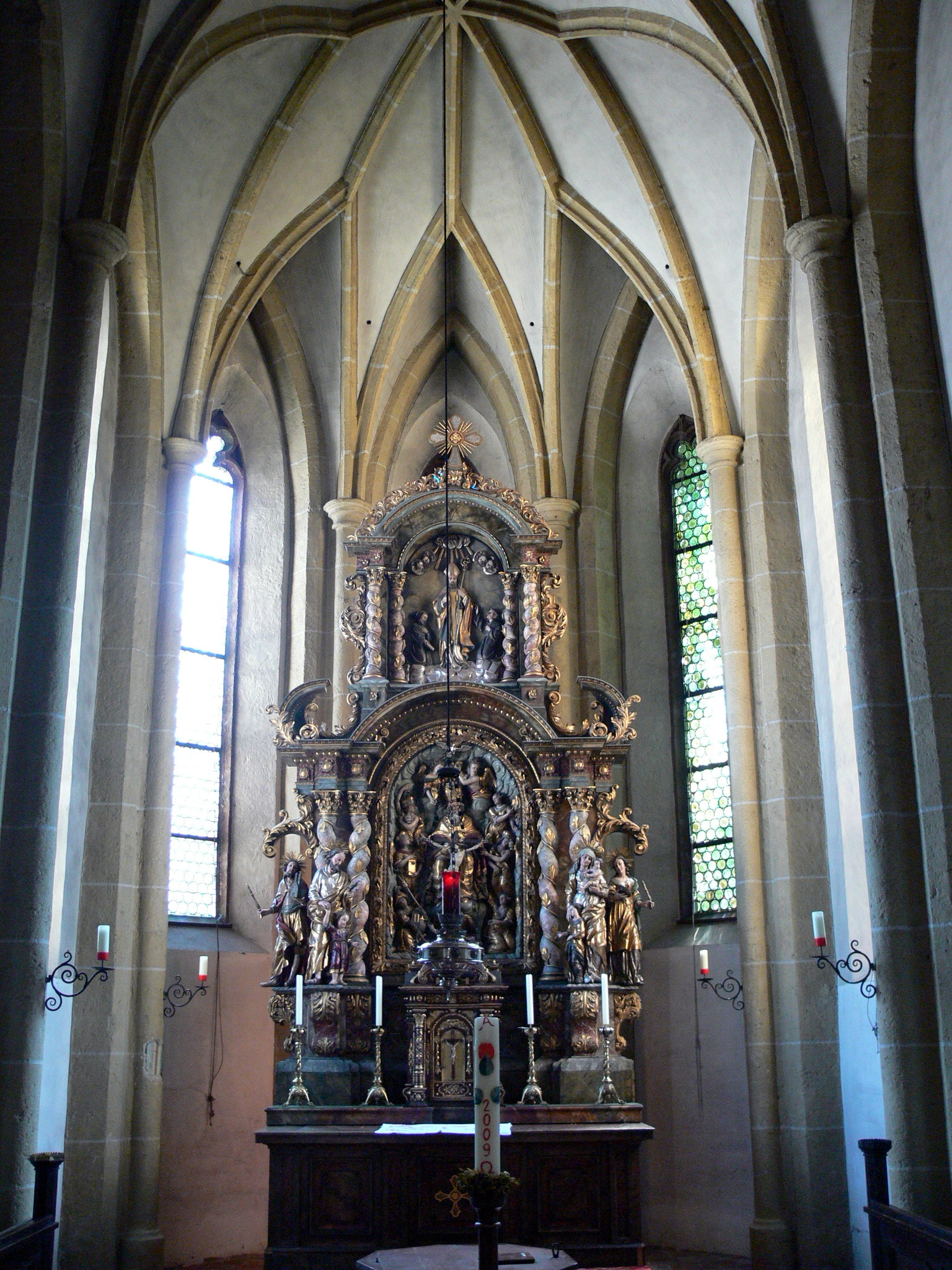
St. Maximilian, der Hochaltar

- Der Hochaltar wurde um 1680 in Bayern gebaut. Der zweigeschoßige Aufbau mit den gewundenen Säulen wirkt prächtig. Im unteren Teil wird der Gnadenstuhl gezeigt, er ist wie ein spätgotischer Schnitzaltar ausgeführt. Daneben stehen die Figuren des Kaisers Heinrich und seiner Frau, der hl. Kunigunde, sowie die Figuren der Mutter Anna und des Josef. Im Aufsatz steht die Plastik des hl. Maximilian, sie wurde 1923 von Johann Senoner ergänzt.
- Die Reste zweier barocker Altäre aus dem Lungau, wurden für den Bau der beiden Seitenaltäre verwendet. Die Figuren auf dem rechten Seitenaltar, der auch Kreuzaltar genannt wird, zeigen ein barockes Kruzifix, und die spätgotischen Figuren der Maria und des Johannes, sie stammen aus einer ehemaligen Kreuzigungsgruppe. Auf dem linken Altar sind die Muttergottes mit dem Jesuskind und die Heiligen Margaretha und Barbara zu sehen. Die Figuren wurden um 1490 von einem Salzburger Künstler geschnitzt.[10]

### Sonstige Ausstattung

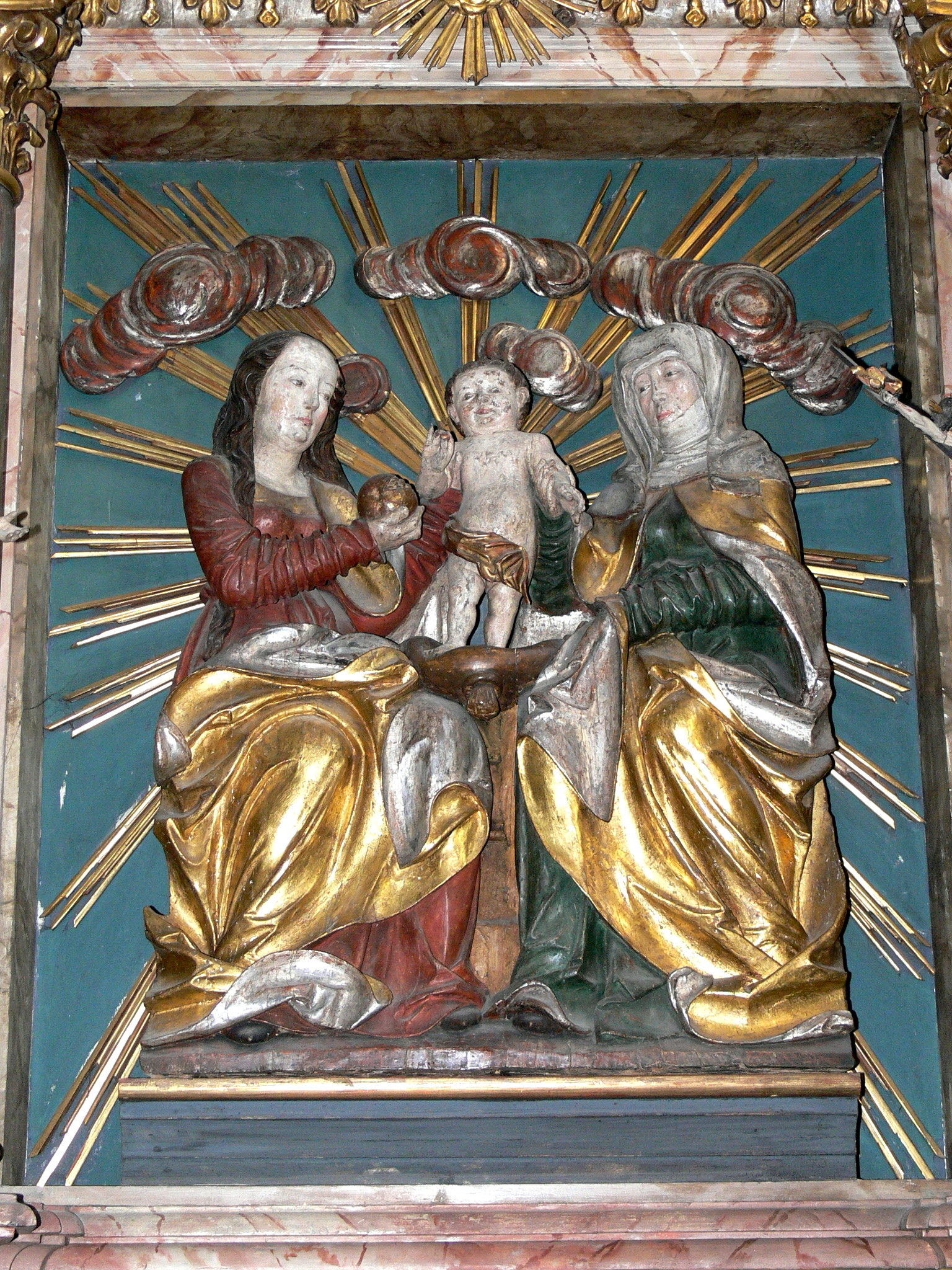
Anna selbdritt

- Ein kleines Bild aus der Zeit um 1500, mit der Darstellung des Hieronymus, hängt an einem Langhauspfeiler. Es gilt als ein Zeugnis privater Stifterfrömmigkeit dieser Zeit.
- Über dem Hochgrab des Bischofs Silvester Pflieger hängt das alte Bild des Hochaltares mit der Darstellung der  Anbetung der Könige. Es wurde 1693 von Johann Friedrich Pereth gemalt.
- Der Stephansaltar wurde 1950 abgebrochen, er war ein Stiftungsaltar.
- Der gotische Taufstein ist aus Marmor gearbeitet. Seine barocke Haube ist mit einer Statuette des Johannes des Täufers bekrönt, die in der ersten Hälfte des 17. Jahrhunderts angefertigt wurde.
- Im Südarm steht ein barocker Säulenaltar. Die Gruppe der Anna selbdritt wurde von dem steirischen Meister Lienhart Astl im ersten Drittel des 16. Jahrhunderts geschaffen.
- Das Fries unter der Figurengruppe der Anna selbdritt ist eine bäuerliche Stiftung. Es zeigt Jesus mit den zwölf Aposteln. Auf den Konsolen an den Seiten stehen Figuren des Johannes Nepomuk und des Antonius von Padua. Die barocken Statuetten stellen die Notburga und den Florian dar.
- Das Rupertus-Kreuz ist ein aus Holz gefertigtes, griechisches Kreuz, das auf einem Ständer steht. Es ist mit vergoldetem und getriebenem Kupferblech verkleidet. Es ist mit Pflanzenranken und Tiermotiven verziert, in die Glasgemmen eingefügt sind. Das Kreuz wurde wohl in der zweiten Hälfte des achten Jahrhunderts in England oder Irland angefertigt.[11] Es wurde unter dem Bischof Vergil nach Salzburg gebracht. Das Kreuz ist die älteste sakrale Kunstarbeit in Österreich. Ohne den Sockel ist es 147 cm hoch, es wurde früher für den feierlichen Gottesdienst im Dom benutzt.[12]
- Die Ablasstafel ist eine Doppeltafel, die zusammenklappbar ist, ein sogenanntes Diptychon. Sie wurde um 1450 von dem Maler Conrad Laib aus Salzburg geschaffen. Die Tafel gilt als ein Hauptwerk der Malerei dieser Zeit. Die Außenseite zeigt den Pfarrer Heinrich Plehuber, wie er vor dem hl. Maximilian kniet. Pergamentblätter mit Auszügen aus den ältesten Quellen zur Geschichte des Klosters sind in die Innenseiten der Tafel geklebt.[13]

### Silvesterkapelle (Grabkapelle)
Die Grabkapelle für den Bischof Silvester Pflieger befindet sich im Nordarm. Ursprünglich war eine Tumba geplant, dies ist durch die verblassten Passmalereien am Sockel erkennbar. Das Hochgrab ist das einzige seiner Art in einer Kirche in Salzburg. Die Figur des verstorbenen Bischofs ist sehr wahrscheinlich eine Arbeit des Hans Baldauf aus Salzburg.

Ansichten
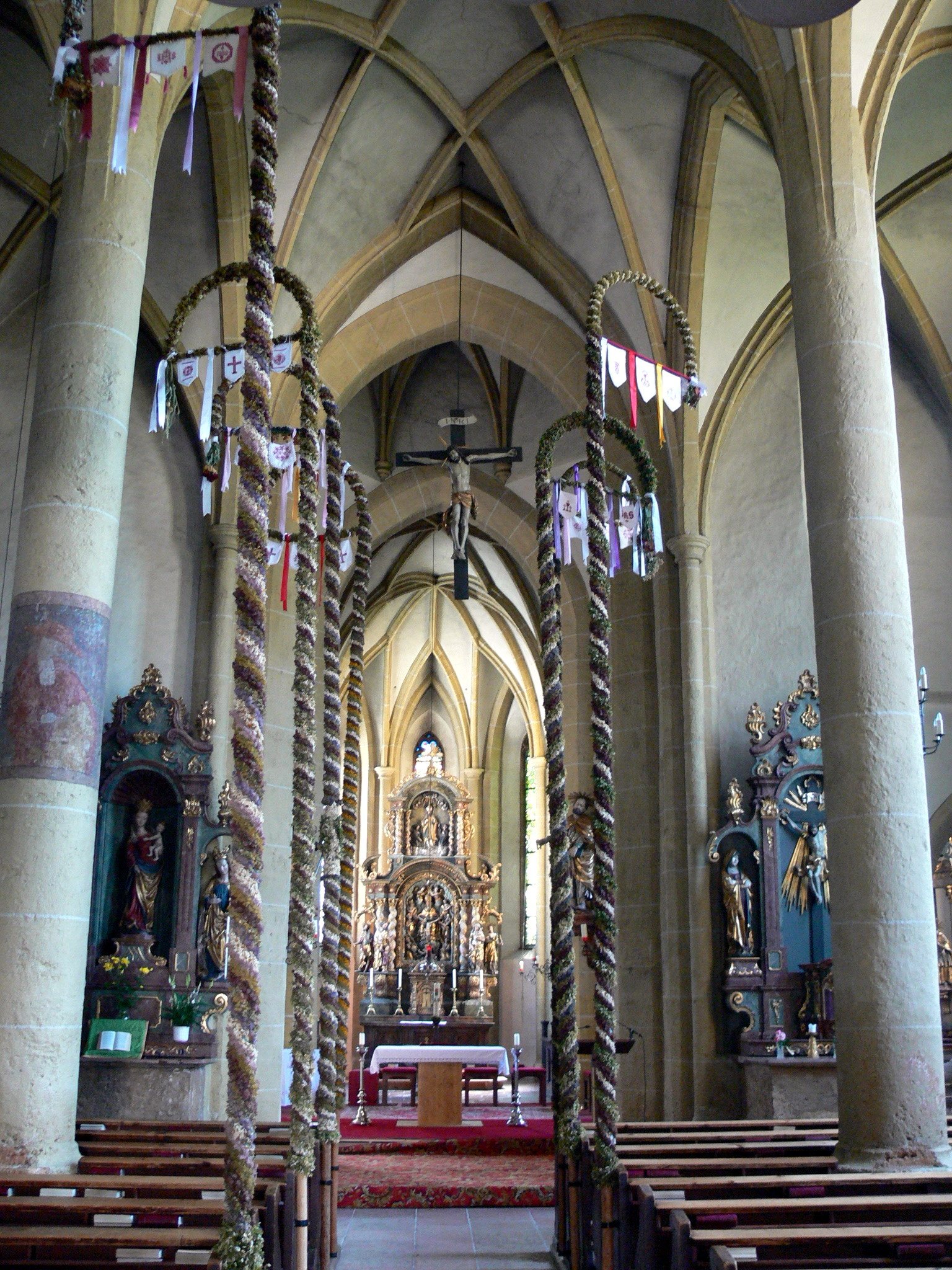
Ansicht des Innenraumes
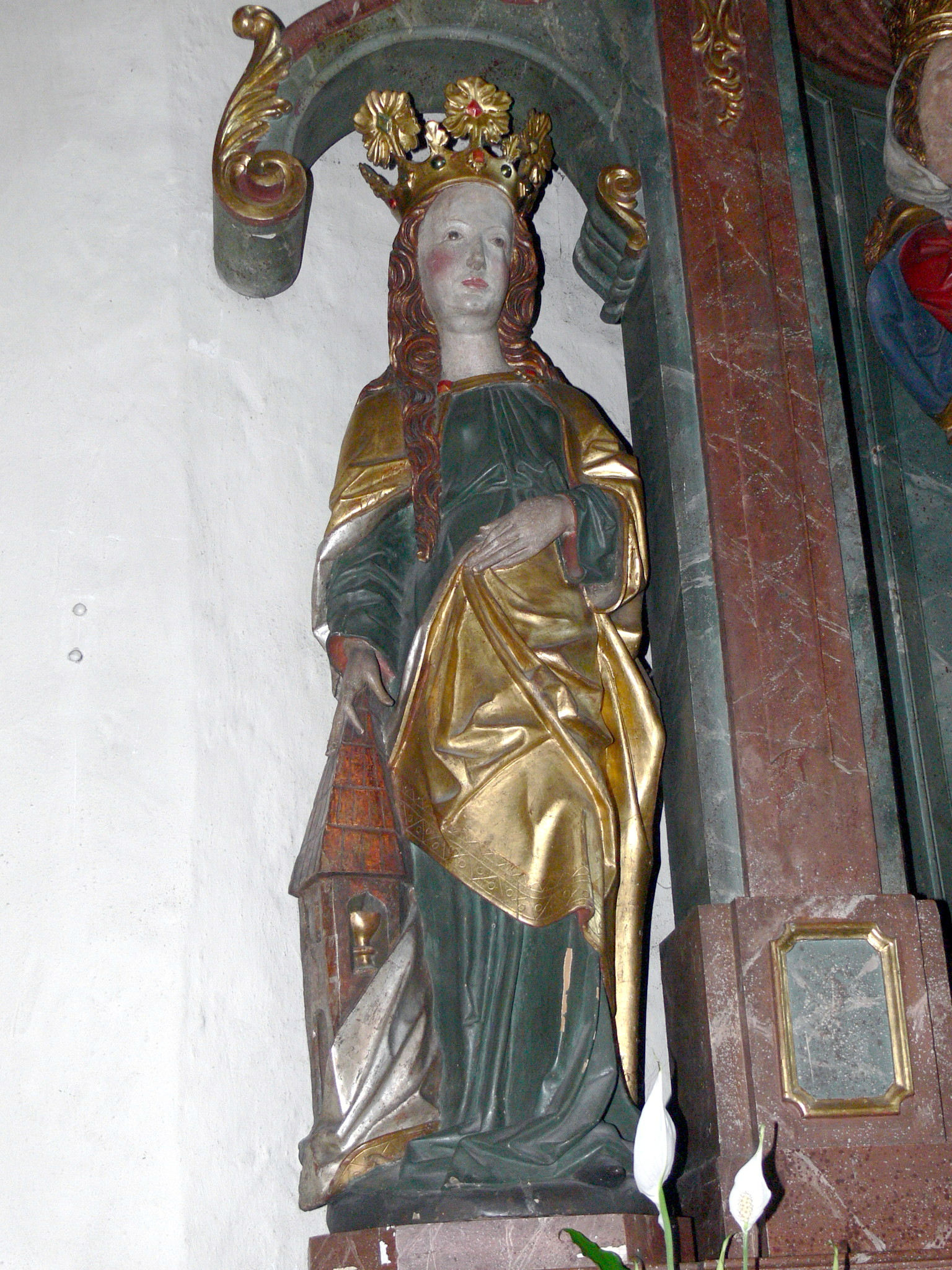
Hl. Barbara
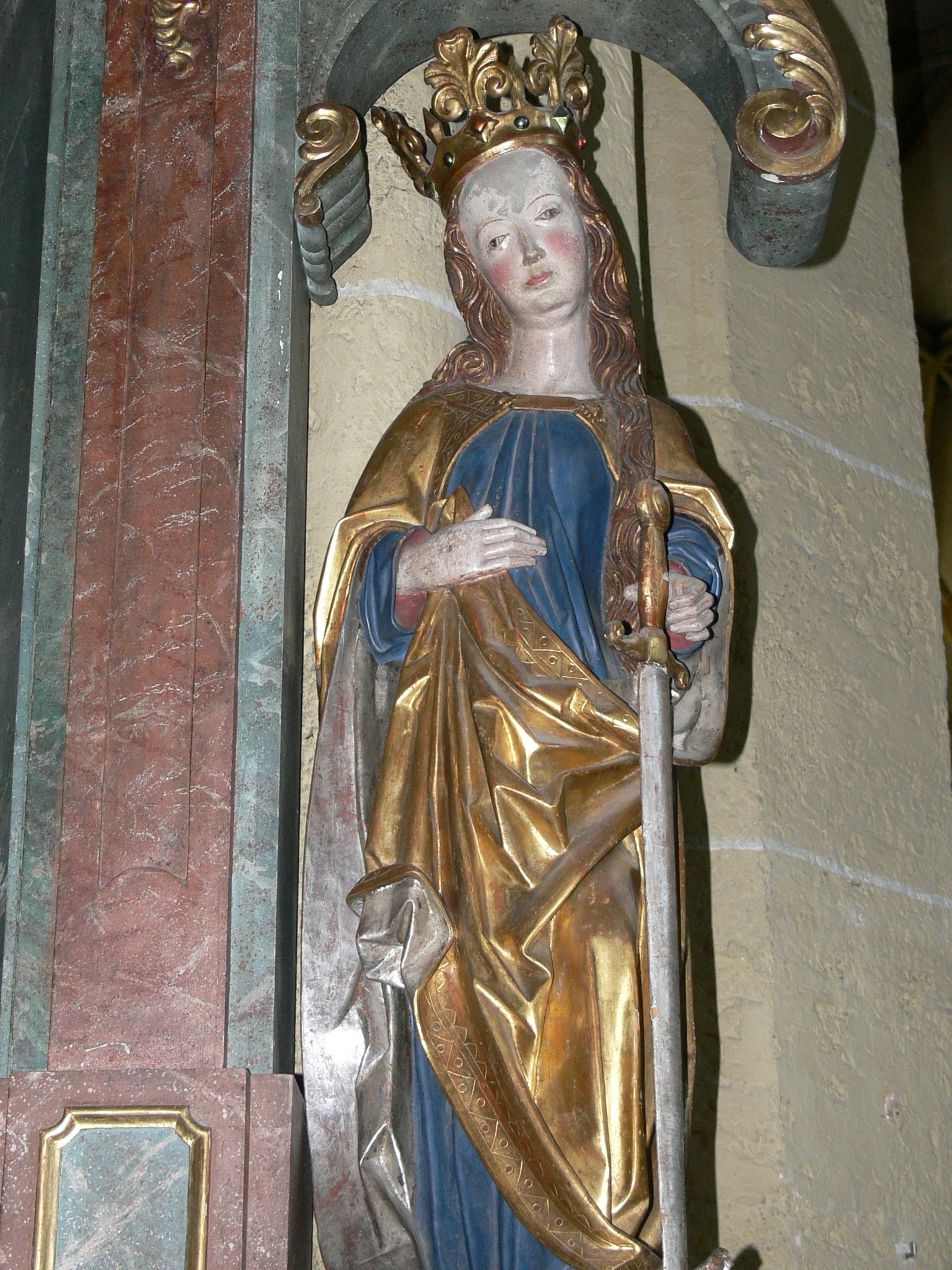
Hl. Margarete
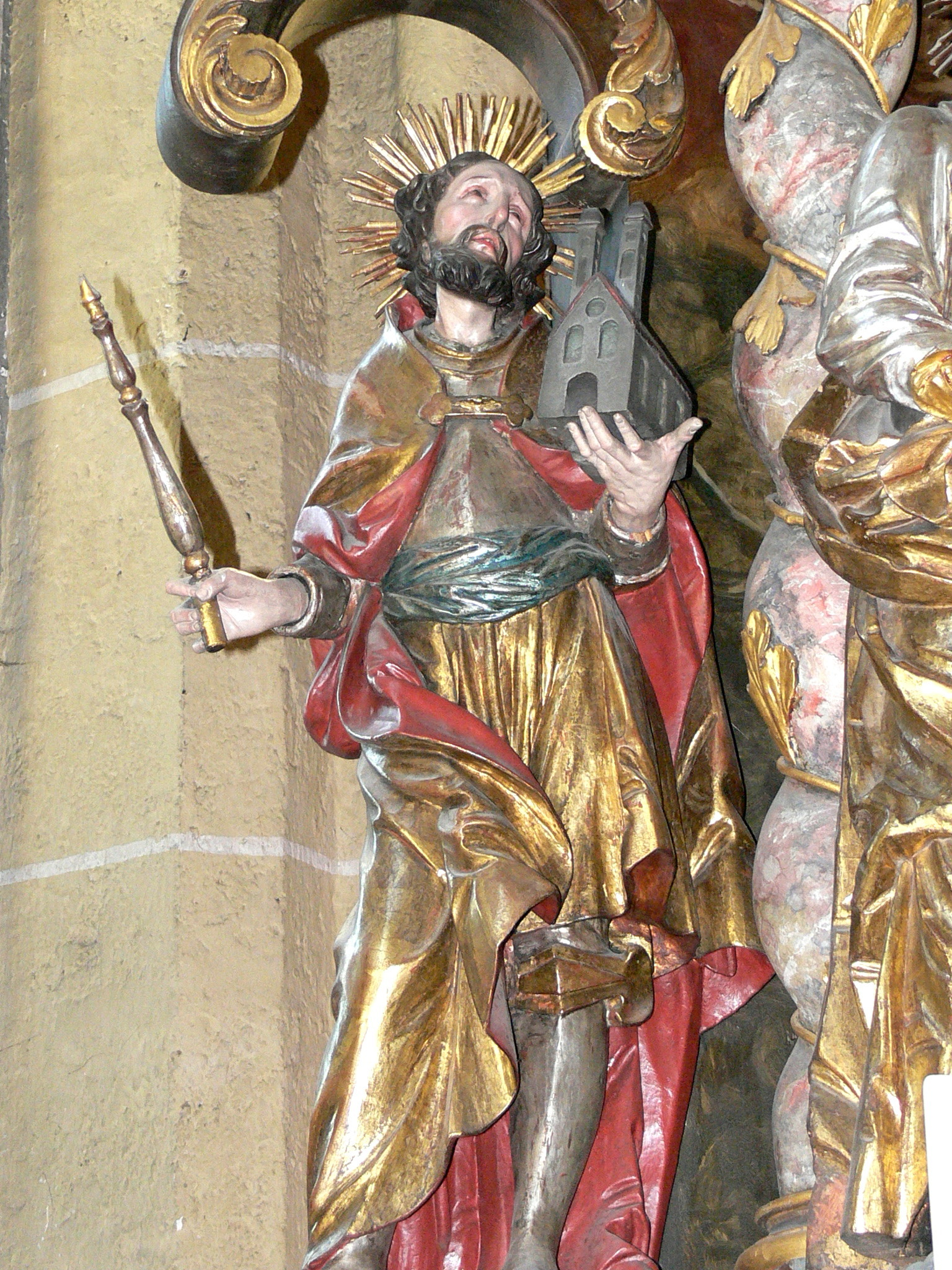
Kaiser Heinrich

### Orgel

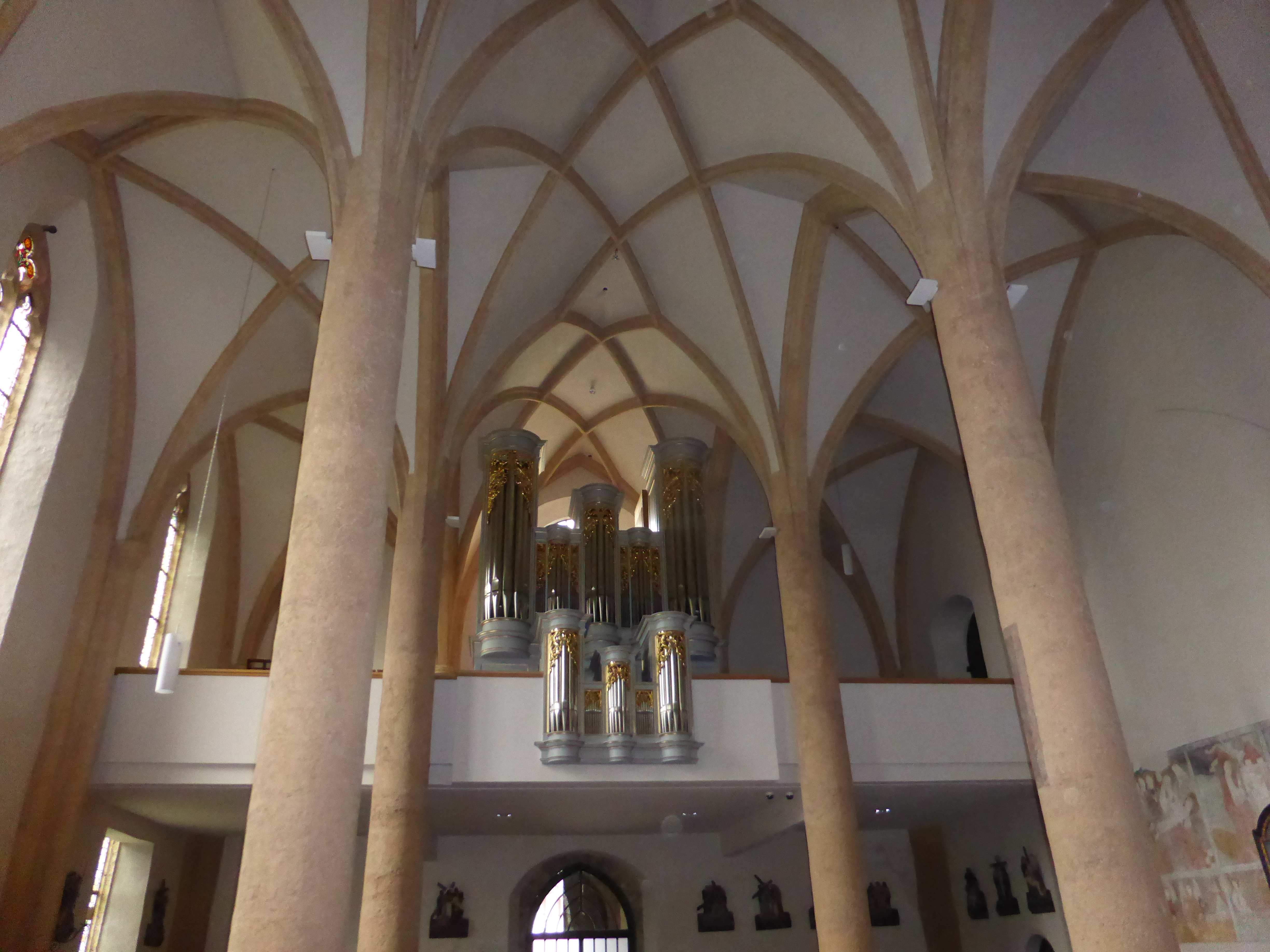
Orgel auf der Empore

Auf der Empore im hinteren Teil der Kirche befindet sich eine Orgel, die im Jahr 2000 von der Manufaktur Orgelbau Kögler gebaut wurde. Sie verfügt über 22 Register auf zwei Manualen und Pedal.

### Glocke
Ein eigenes Glockengeläut hat die Pfarrkirche nicht. Sie nutzt seit jeher das fünfstimmige Geläut der nahe gelegenen Liebfrauenkirche, das über Funk angesteuert werden kann. Im Vierungsturm befindet sich lediglich eine kleine Glocke unbekannter Herkunft aus Gusseisen von 880 mm Durchmesser und einem Gewicht von 300 kg mit dem Schlagton h″, die aber nicht in Gebrauch ist.